# 東邦建
東邦建株式会社（とうほうけん）は、栃木県佐野市に本社を置く建設会社である。事業内容はNTT東日本を中心とする電気通信設備工事である。

## 沿革
- 1946年9月 - 株式会社東邦電研を設立。
- 1952年3月 - 東邦電研株式会社に社名変更。
- 1963年12月 - 東邦建設工業株式会社に社名変更。
- 1988年7月 - 現社名に変更。
- 1988年12月 - 株式を店頭公開（現在のジャスダック）。
- 2010年3月 - 大明（現在のミライト）の完全子会社となり、上場廃止。